# クリスピアン・ミルズ
クリスピアン・ミルズ（Crispian Mills、1973年1月18日 - ）は、イギリスのシンガーソングライター、ギターリスト、映画監督である。クーラ・シェイカーのボーカル・ギター担当。

## 来歴
リッチモンド大学に在学中、同じ大学に通っていたアロンザと意気投合し「ニュー・オリジナルス」というバンドを結成する。その後クリスピアンとポールの従兄弟をメンバーに加え、知り合いのマーカス・マクレーンのバンドと交流し、バンド名を「ザ・クレイズ」と改名する。
10週間もインド旅行に出かけ、インド文化や仏教・ヒンドゥー教などの東洋哲学に触れ、深い感銘を受ける（ここで出会ったドン・ペッカーという人物の手引きでグラストンベリー・フェスティバルの新人用ステージに出演するという幸運を得る）。
ジェイをメンバーに加え、インド文化への傾倒もあってバンド名を「クーラ・シェイカー」と改名し、スタートした。

## 家族
クリスピアンの家族は著名な家族であり、父親は映画監督のロイ・ボールティング、母親はディズニー映画の名子役ヘイリー・ミルズ。また、祖父はジョン・ミルズである。
妻は元モデルのジョセフィン・ジョー・ミルズ（旧姓ブランフット）。1995年頃に結婚した。彼らは3人の息子・ケシャバ、ハリ、チャーリーと一緒にバースに12年間住んでいた。